# Olympische Winterspiele 2006/Teilnehmer (Frankreich)
| Gelbes Symbol für Goldmedaillen mit stilisierten Olympischen Ringen | Graues Symbol für Silbermedaillen mit stilisierten Olympischen Ringen | Braundes Symbol für Bronzemedaillen mit stilisierten Olympischen Ringen |
| ------------------------------------------------------------------- | --------------------------------------------------------------------- | ----------------------------------------------------------------------- |
| 3                                                                   | 2                                                                     | 4                                                                       |

Frankreich nahm an den Olympischen Winterspielen 2006 im italienischen Turin teil und wird vom Comité National Olympique et Sportif Français repräsentiert.

## Flaggenträger
Bobfahrer Bruno Mingeon trug die Flagge Frankreichs während der Eröffnungsfeier, die Skirennläuferin Carole Montillet-Carles trug sie bei der Abschlussfeier.

## Teilnehmer nach Sportarten

### Biathlon
- Alexandre Aubert
- Sandrine Bailly
7,5 km Sprint: 6. Platz; 22:43,0 min (2 Schießfehler)
10 km Verfolgung: 12. Platz; +2:55,8 min (3 Schießfehler)
12,5 km Massenstart: 10. Platz; 42:41,5 min (4 Schießfehler)
15 km Einzel: 6. Platz; 51:58,2 min (3 Schießfehler)
4 × 6 km Staffel: Bronzemedaille; 1:18:38,7 (0 Schießfehler + 8 Nachlader)
- Florence Baverel-Robert
7,5 km Sprint: Goldmedaille; 22:31,4 min (0 Schießfehler)
10 km Verfolgung: 13. Platz; +3:14,0 min (4 Schießfehler)
12,5 km Massenstart: 5. Platz; 41:40,5 min (2 Schießfehler)
15 km Einzel: 26. Platz; 54:14,1 min (5 Schießfehler)
4 × 6 km Staffel: Bronzemedaille; 1:18:38,7 (0 Schießfehler + 8 Nachlader)
- Sylvie Becaert
7,5 km Sprint: 30. Platz; 24:12,9 min (0 Schießfehler)
10 km Verfolgung: 34. Platz; +6:33,5 min (3 Schießfehler)
12,5 km Massenstart: 26. Platz; 45:38,4 min (6 Schießfehler)
15 km Einzel: 24. Platz; 53:59,0 min (2 Schießfehler)
4 × 6 km Staffel: Bronzemedaille; 1:18:38,7 (0 Schießfehler + 8 Nachlader)
- Ferréol Cannard
10 km Sprint: 33. Platz; 28:19,7 min (1 Schießfehler)
12,5 km Verfolgung: 40. Platz; +4:47,5 min (5 Schießfehler)
4 × 7,5 km Staffel: Bronzemedaille; 1:22:35,1 h (0 Schießfehler + 6 Nachlader)
- Vincent Defrasne
10 km Sprint: 4. Platz; 26:54,2 min (1 Schießfehler)
12,5 km Verfolgung: Goldmedaille; 35:20,2 min (2 Schießfehler)
15 km Massenstart: 11. Platz; 48:20,7 min (4 Schießfehler)
20 km Einzel: 34. Platz; 59:16,1 min (6 Schießfehler)
4 × 7,5 km Staffel: Bronzemedaille; 1:22:35,1 h (0 Schießfehler + 6 Nachlader)
- Simon Fourcade
20 km Einzel: 31. Platz; 59:01,7 min (3 Schießfehler)
- Christelle Gros
- Delphyne Peretto
7,5 km Sprint: 14. Platz; 23:31,2 min (0 Schießfehler)
10 km Verfolgung: 26. Platz; +5:09,2 min (5 Schießfehler)
12,5 km Massenstart: 27. Platz; 45:39,9 min (5 Schießfehler)
15 km Einzel: 40. Platz; 55:40,5 min (3 Schießfehler)
- Raphaël Poirée
10 km Sprint: 8. Platz; 27:19,0 min (1 Schießfehler)
12,5 km Verfolgung: ausgeschieden
15 km Massenstart: 12. Platz; 48:24,9 min (2 Schießfehler)
20 km Einzel: 20. Platz; 57:21,1 min (3 Schießfehler)
4 × 7,5 km Staffel: Bronzemedaille; 1:22:35,1 h (0 Schießfehler + 6 Nachlader)
- Julien Robert
10 km Sprint: 18. Platz; 27:54,1 min (0 Schießfehler)
12,5 km Verfolgung: 10. Platz; +1:55,7 min (1 Schießfehler)
15 km Massenstart: 16. Platz; 48:51,8 min (2 Schießfehler)
20 km Einzel: 6. Platz; 55:59,4 min (0 Schießfehler)
4 × 7,5 km Staffel: Bronzemedaille; 1:22:35,1 h (0 Schießfehler + 6 Nachlader)

### Bob

#### Zweierbob
- Stephane Galbert
- Bruno Mingeon
21. Platz – 2:50,35 min nach 3 Läufen

#### Viererbob
- Christophe Fouquet
- Stéphane Galbert
- Pierre-Alain Menneron
- Bruno Mingeon
- Alexandre Vanhoutte
19. Platz – 3:43,75 min

### Eiskunstlauf
- Marylin Pla/Yannick Bonheur
Paarlauf: 14. Platz – 132,84 Pkt.
- Nathalie Péchalat/Fabian Bourzat
Eistanz: 18. Platz – 149,31 Pkt.
- Frédéric Dambier
Einzel, Herren: 19. Platz – 177,59 Pkt.
- Isabelle Delobel/Olivier Schoenfelder
Eistanz: 4. Platz – 194,28 Pkt.
- Brian Joubert
Einzel, Herren: 6. Platz – 212,89 Pkt.

### Freestyle

#### Springen
- Aurélien Lohrer
Herren: 22. Platz – 188,27 Pkt. (Qualifikation)

#### Buckelpiste
- Guilbaut Colas
Herren: 10. Platz – 23,60 Pkt. (Finale)
- Sandra Laoura
Damen: Bronzemedaille – 25,37 Pkt. (Finale)
- Pierre Ochs
Herren: 17. Platz – 21,37 Pkt. (Finale)
- Silvan Palazot

### Shorttrack
Damen:
- Stéphanie Bouvier
500 m: im Vorlauf disqualifiziert
1000 m: im Vorlauf ausgeschieden
1500 m: im Halbfinale disqualifiziert
3000 m Staffel: 2. Platz im B-Finale und somit 5. Platz
- Min-Kyung Choi
1000 m: im Viertelfinale disqualifiziert
3000 m Staffel: 2. Platz im B-Finale und somit 5. Platz
- Myrtille Gollin
1500 m: im Vorlauf ausgeschieden:
3000 m Staffel: 2. Platz im B-Finale und somit 5. Platz
- Céline Lecompère
3000 m Staffel: 2. Platz im B-Finale und somit 5. Platz
- Véronique Pierron

Herren:
- Maxime Châtaignier
1000 m: im Vorlauf disqualifiziert
1500 m: im Vorlauf ausgeschieden
- Jean-Charles Mattei
1000 m: im Vorlauf ausgeschieden
1500 m: im Vorlauf ausgeschieden

### Skeleton
- Phillippe Cavoret
Herren, 14. Platz; 1:58,87 min; +2,99 s

### Ski alpin
- Anne-Sophie Barthet
Slalom, Frauen: 34. Platz – 1:36,66 min
Alpine Kombination, Frauen: im Slalom ausgeschieden (1. Lauf)
- Yannick Bertrand
Abfahrt, Männer: 24. Platz – 1:51,37 min
Super-G, Männer: 24. Platz – 1:32,21 min
- Pierrick Bourgeat
Slalom, Männer: 11. Platz – 1:45,48 min
Alpine Kombination, Männer: 8. Platz – 3:11,29 min
- Raphaël Burtin
Riesenslalom, Männer: 21. Platz – 2:40,99 min
- Joël Chenal
Riesenslalom, Männer: Silbermedaille – 2:35,07 min
- Frédéric Covili
- Pierre-Emmanuel Dalcin
Abfahrt, Männer: 11. – 1:50,35 min
Super-G, Männer: ausgeschieden
- Antoine Dénériaz
Abfahrt, Männer: Olympiasieger – 1:48,80 min
Super-G, Männer: 11. Platz – 1:31,49 min
- Thomas Fanara
Riesenslalom, Männer: im 1. Durchgang ausgeschieden
- Jean-Baptiste Grange
Slalom, Männer: im 2. Durchgang ausgeschieden
Alpine Kombination, Männer: 13. – 3:12,51 min
- Ingrid Jacquemod
Abfahrt, Damen: 16. Platz – 1:58,46 min
Super-G, Damen: 32. Platz – 1:35,28 min
Riesenslalom, Damen: 21. Platz – 2:14,05 min
- Florine de Leymarie
Slalom, Damen: 11. Platz – 1:31,39 min
- Marie Marchand-Arvier
Abfahrt, Damen: 15. Platz – 1:58,39 min
Super-G, Damen: 25. Platz – 1:34,82 min
Alpine Kombination, Damen: 18. Platz – 2:57,11 min
- Carole Montillet-Carles
Abfahrt, Damen: 28. Platz – 2:01,03 min
Super-G, Damen: 5. Platz – 1:33,31 min
- Christel Pascal
- Laure Pequegnot
Slalom, Damen: im 1. Durchgang disqualifiziert
- Gauthier de Tessières
Super-G, Männer: 39. Platz – 1:34,94 min
Riesenslalom, Männer: im 1. Durchgang ausgeschieden
- Stéphane Tissot
Slalom, Männer: im 1. Durchgang ausgeschieden
- Jean-Pierre Vidal
- Vanessa Vidal
Slalom, Damen: 26. Platz – 1:32,97 min

### Ski nordisch

#### Langlauf
- Élodie Bourgeois-Pin
- Roddy Darragon
- Jean-Marc Gaillard
- Emmanuel Jonnier
- Christophe Perrillat-Collomb
- Aurélie Perrillat-Collomb
- Karine Philippot
- Alexandre Rousselet
- Cécile Storti
- Émilie Vina
- Vincent Vittoz

#### Nordische Kombination
- Nicolas Bal
Einzel (Normalschanze K106/15 km): 31. Platz, +4:44,3 min
- François Braud
Einzel (Normalschanze K106/15 km): 42. Platz, +7:17,7 min
- Maxime Laheurte
- Jason Lamy Chappuis
Einzel (Normalschanze K106/15 km): 11. Platz, +1:49,4 min
- Ludovic Roux
Einzel (Normalschanze K106/15 km): 26. Platz, +3:58,0 min

### Snowboard

#### Halfpipe
- Cécile Alzina
- Mathieu Crepel
- Sophie Rodriguez
- Doriane Vidal
- Gary Zebrowski

#### Slalom
- Isabelle Blanc
- Mathieu Bozzetto
- Nicolas Huet
- Julie Pomagalski

#### Snowboard Cross
- Déborah Anthonioz
- Paul-Henri de Le Rue
- Xavier De Le Rue
- Sylvain Duclos
- Marie Laissus
- Julie Pomagalski
- Karine Ruby
- Pierre Vaultier